# 今道しげみ
今道しげみ（Shigemi Imamichi）は、日本出身の写真家。日本広告写真家協会（APA）正会員。

## 来歴
神戸女学院大学を卒業後、全日空の客室乗務員として勤務。
結婚と同時にロンドンに６年間滞在し、フラワーデザインを学ぶ。
1990年より、フラワースクール『Salon de Sylvie』をロンドン・香港・東京で主宰し、フラワーデザイナーとして活動。
2005年から、サロンスタイルのフォトスクール『LIVING PHOTO』を主宰し、全国5か所の『リビングフォト　アソシエイツサロン』をサポート。
2024年、WPE Award Top 100 Photographers in the World of  2024に選出。